# 京都市立御所東小学校
京都市立御所東小学校（きょうとしりつ ごしょひがししょうがっこう）は、京都市上京区にある公立小学校。京都市立御所南小学校（中京区）のマンモス校化に対応するため春日小学校跡に新設された。統廃合を除く市立小学校の新設は、26年ぶりである。

## 沿革
- 2014年（平成26年）12月 - 春日小学校跡への新小学校の新設を決定[1]。
- 2016年（平成28年）6月 - 校舎等の建設工事が着工。

- 2018年（平成30年）4月 - 御所南小学校からの分校により開校[1][4]

## 独自の教育
分離前の御所南小学校で行われていた京都市立京都御池中学校との小中一貫教育（テレビで取り上げられるなど全国的に注目度が高い）を御所東小学校でも行う予定。

## 通学区域
下記の元学区が御所南小学校の通学区域より分離し御所東小学校の通学区域となった。
- 春日学区（上京区）
- 銅駝学区（中京区）

## 卒業後の進路
- 京都市立京都御池中学校

## 交通アクセス
- 京阪鴨東線 神宮丸太町駅下車
- 京都市営地下鉄烏丸線 丸太町駅下車